# Eblī-ye Pa'īn
Eblī-ye Pa'īn (persiska: اِبلئ سُفلَى, اَبلئ پائين, اِبِلّی, اِبِلّی سُفلَى, ابلی پائین, Eblī-ye Soflá) är en ort i Iran.   Den ligger i provinsen Ardabil, i den nordvästra delen av landet, 400 km nordväst om huvudstaden Teheran. Eblī-ye Pa'īn ligger 1 511 meter över havet och antalet invånare är 132.
Terrängen runt Eblī-ye Pa'īn är lite bergig.Runt Eblī-ye Pa'īn är det ganska glesbefolkat, med 38 invånare per kvadratkilometer. Närmaste större samhälle är Ganjgāh, 4,5 km söder om Eblī-ye Pa'īn. Trakten runt Eblī-ye Pa'īn består i huvudsak av gräsmarker.